# Jens Lieblein
Jens Daniel Carolus Lieblein, född den 23 december 1827 i Kristiania, död den 13 augusti 1911 i Eidsvoll, Akershus fylke, var en norsk egyptolog, Norges första professor i ämnet från 1876. Han var far till författaren Severin Lieblein.
Lieblein företog ett flertal studieresor i Egypten, och var bland annat, tillsammans med Henrik Ibsen, med vid Suezkanalens öppnande 1869. Han reste också till många museer med egyptiska samlingar för att studera. I sina skrifter behandlade han särskilt egyptiernas kronologi och religion. Hans viktigaste verk är Dictionnaire de noms hiéroglyphiques, en ordre généalogique et alphabétique (1871) och Hieroglyphisches Namenwörterbuch (1891), och han skrev även bland annat Gammelægyptisk Religion, populært fremstillet (3 band, 1883–1885). Mellan 1866 och 1868 var han redaktör för månadstidskriften Norden, och redigerade mellan 1877 och 1878 tillsammans med Ernst Sars Nyt norsk Tidsskrift, där han publicerade avhandlingar och artiklar också utanför sitt specialämne.